# 纽约州曼哈顿圣殿
纽约曼哈顿圣殿是耶稣基督后期圣徒教会第119个开放的圣殿，位于美国纽约市曼哈顿的西65街、百老汇大道和哥伦布大道的东北转角，林肯中心对面。它是中国香港圣殿之后世界上第二座“高层”圣殿，也是第三座由既有建筑物改建的圣殿（前两座是犹他州维纳圣殿和丹麦哥本哈根圣殿）。
2002年8月7日，该教会宣布在纽约市建造圣殿。新闻报道迅速而广泛。同年9月23日举行动土仪式。2004年6月13日，兴格莱会长主持奉献仪式。在此前将近一个月的开放时间，有53,000人入内参观。美国各大报纸都有报道。
2008年11月12日，同性恋团体在圣殿外举行抗议活动。